# Botryotinia
Botryotinia és un gènere de fongs ascomicots de l'ordre dels helotials (Helotiales) que causen diverses malalties a les plantes. Els anamorfs de Botryotinia estan majoritàriament inclosos en el gènere de fongs imperfectes Botrytis. Aquest gènere conté 22 espècies i un híbrid.

## Història natural
Les malalties de les plantes causades per les espècies de Botryotinia apareixen principalment en les flors i en la descomposició dels fruits però també com taques a les fulles i podridures en els bulbs al camp i en l'emmagatzematge dels productes. Aquests fongs indueixen la mort de la cèl·lula de l'hoste resultant en un deteriorament progressiu del teixit de la planta infectada d'on treuen els nutrients. La reproducció sexual té lloc amb ascòspores produïdes en apotecis, els conidis serveixen per a la reproducció asexual. Els esclerocis de forma plano-convexoide són típics. Algunes espècies poden causar ofegament (damping off) matant les llavors o les plàntules durant o abans de la germinació.
Botryotinia fuckeliana (o el seu anamorf Botrytis cinerea) és una espècie important en la indústria del vi i també en horticultura.
Altres espècies econòmicament importants inclouen Botryotinia convoluta (l'espècie tipus del gènere), Botryotinia polyblastis, Botrytis allii i Botrytis fabae.